# Pancrase
Pancrase Hybrid Wrestling — японская спортивная организация, проводящая бои по смешанным единоборствам (т. н. MMA — от англ. Mixed Martial Arts). Была основана в 1993 году двумя японскими рестлерами Масакацу Фунаки и Минору Судзуки. Название Pancrase было образовано от «Панкратион» — единоборства Античных Олимпийских игр.
Организация создавалась для проведения турниров по шут-рестлингу. Это определило правила первых соревнований, которые были близки к правилам реслинга. Например, запрещалось наносить удары в лицо кулаком, а также выполнение болевого приёма останавливалось, если атакуемый дотягивался до канатов. Однако начиная с 1998 года, правила видоизменялись, и в 2000 году стали соответствовать принятым в других организациях MMA.
Pancrase долгое время была исключительно японской организацией, однако сейчас имеются её представительства в США, Канаде, Корее и других странах.

## Выдающиеся бойцы

### Действующие чемпионы
| Дивизион         | Весовой лимит | Чемпион         | Дата завоевания титула | Количество защит |
| ---------------- | ------------- | --------------- | ---------------------- | ---------------- |
| Открытый вес     | —             | Джош Барнетт    | 31 августа 2003 года   | 2                |
| Тяжёлый вес      | 120 кг        | вакантный       |                        |                  |
| Полутяжёлый вес  | 93 кг         | Рё Кавамура     | 1 октября 2008 года    | 1                |
| Средний вес      | 83 кг         | Рикухэй Фудзии  | 29 апреля 2010 года    | 1                |
| Полусредний вес  | 77 кг         | Такэнори Сато   | 6 февраля 2011 года    | 1                |
| Лёгкий вес       | 70 кг         | вакантный       |                        |                  |
| Полулёгкий вес   | 65 кг         | Марлон Сандро   | 26 октября 2008 года   | 0                |
| Легчайший вес    | 61 кг         | Манабу Иноуэ    | 7 декабря 2008 года    | 1                |
| Наилегчайший вес | 56 кг         | Киётака Симидзу | 7 февраля 2010 года    | 3                |

### Известные бойцы
- Кен Шемрок (первый чемпион в открытом весе)
- Фрэнк Шемрок (временный чемпион в открытом весе)
- Бас Руттен (третий чемпион в открытом весе)
- Юки Кондо (чемпион в открытом, полутяжёлом и среднем весах)
- Сэмми Шилт (девятый чемпион в открытом весе)
- Джош Барнетт (десятый чемпион в открытом весе)